# Northern League (1966–1982)
Die Northern League war in den Jahren 1966 bis 1982 die höchste Eishockeyliga in Schottland. Sie ging 1982 in der nationalen British Hockey League auf. Rekordmeister sind die Murrayfield Racers mit insgesamt sieben Titeln.

## Titelträger
- 1966/67 Paisley Mohawks
- 1967/68 Paisley Mohawks
- 1968/69 Paisley Mohawks
- 1969/70 Murrayfield Racers
- 1970/71 Murrayfield Racers
- 1971/72 Murrayfield Racers
- 1972/73 Dundee Rockets
- 1973/74 Whitley Bay Warriors
- 1974/75 Whitley Bay Warriors
- 1975/76 Murrayfield Racers
- 1976/77 Fife Flyers
- 1977/78 Fife Flyers
- 1978/79 Murrayfield Racers
- 1979/80 Murrayfield Racers
- 1980/81 Murrayfield Racers
- 1981/82 Dundee Rockets